# 松虫停留場
松虫停留場（まつむしていりゅうじょう）は、大阪府大阪市阿倍野区阿倍野元町1番（ただし、隣接地は松虫通一丁目1番）にある阪堺電気軌道上町線の停留場。駅番号はHN03。

## 歴史
- 1910年（明治43年）10月1日：南海上町線の開業と同時に当駅設置。
- 1944年（昭和19年）6月1日：会社合併のため近畿日本鉄道の駅となる。
- 1947年（昭和22年）6月1日：会社分離のため南海電気鉄道の駅となる。
- 1980年（昭和55年）12月1日：南海電気鉄道からの分社により、阪堺電気軌道の駅となる[1]。

## 停留場構造
相対式ホーム2面2線を有し、天王寺駅前寄りに踏切がある。なお、どちらのホームにも上屋が設置してある。また天王寺駅前方面のホームは、2両が停車できる長さになっている。
かつては住吉寄りに手動式の非常用上下渡り線があった。ここより北側の併用軌道区間で線路障害、および列車運行が不能となるような事件・事故・災害等が発生した際には、これを使用して我孫子道方面 - 当駅間の臨時系統による折り返し運転が行われた。
2005年（平成17年）5月に発生した阿倍野駅付近での水道管の破裂事故により列車の運行ができなくなった際、方向幕および電光行先表示は「天王寺駅前」のままで、運転席の窓側にA4サイズ位の大きさの紙に「松虫」と手書きで書かれた紙を貼り付け運行した。その際、当駅 - 天王寺駅前間を走る「あべの筋」の阿倍野交差点 - 近鉄前交差点間が通行止めとなった事から、同区間を併走する大阪市営バスは阿さひ保育園経由で迂回して運行されていた。しかし、市バスによる振替輸送はなかった。
2020年（令和2年）現在、渡り線は撤去されている。

501形503号に出された松虫折返しの応急表示
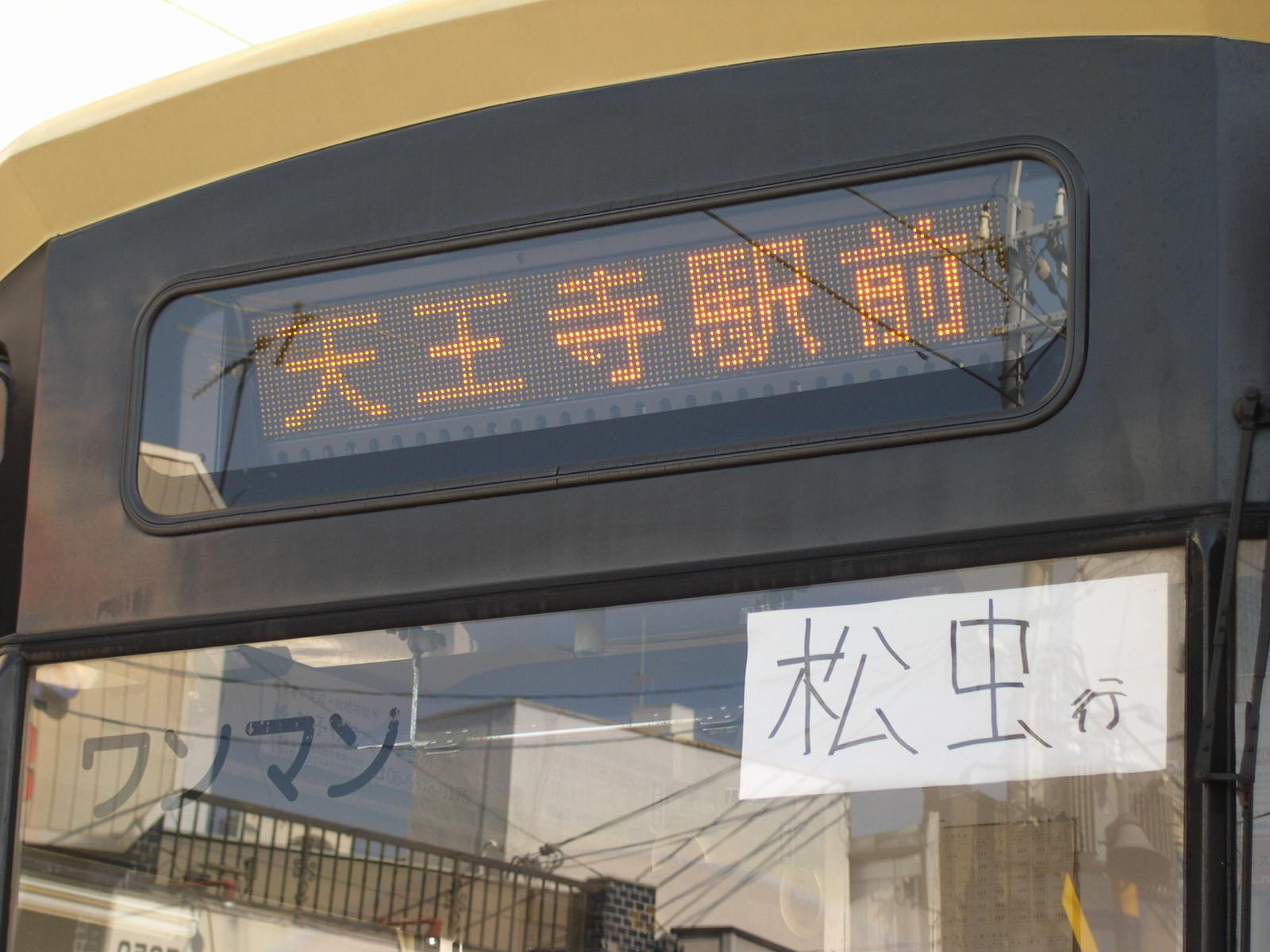
701形701号に掲出された松虫折返しの応急表示
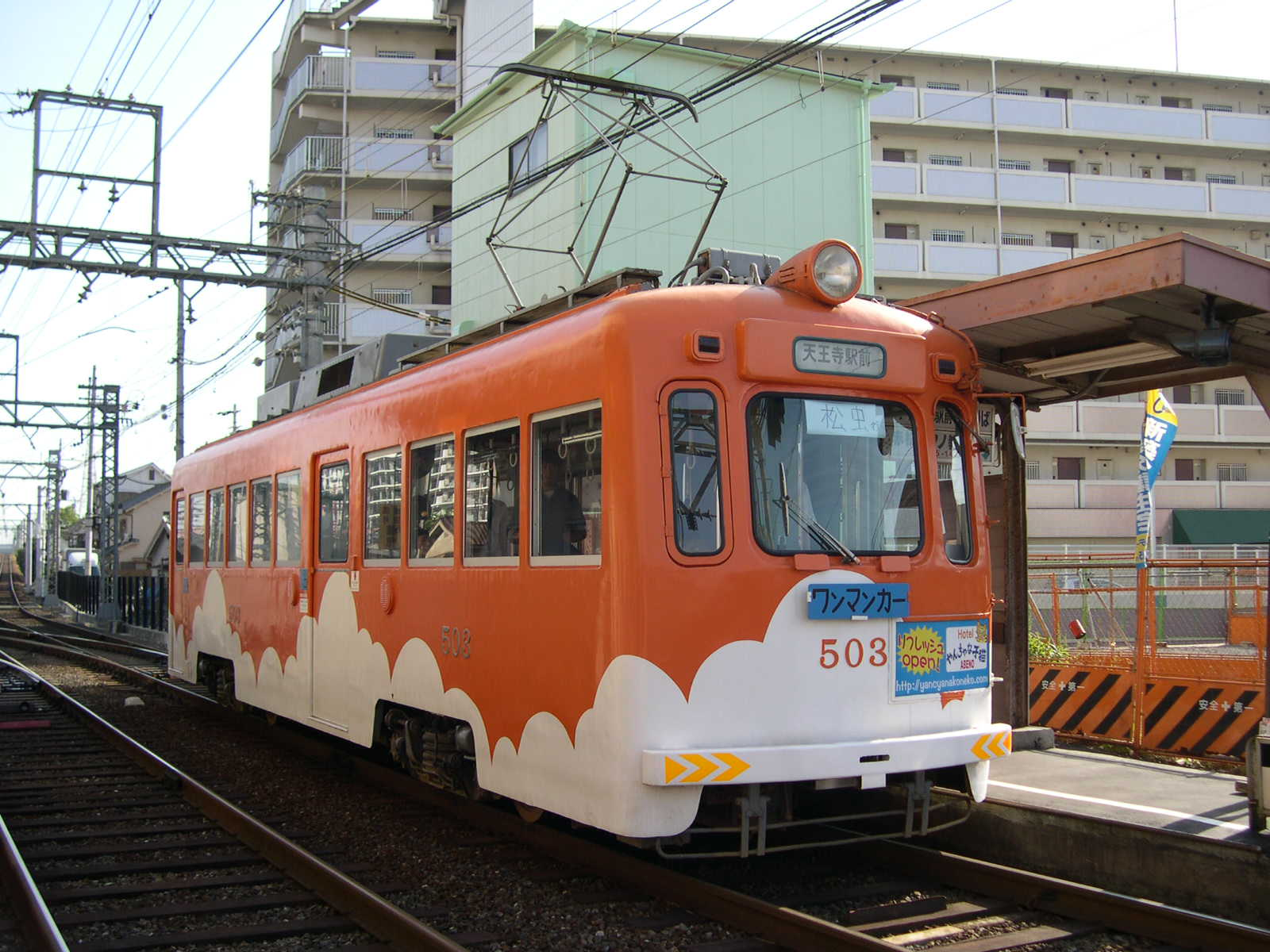
松虫折返しの紙表示を掲出した503号
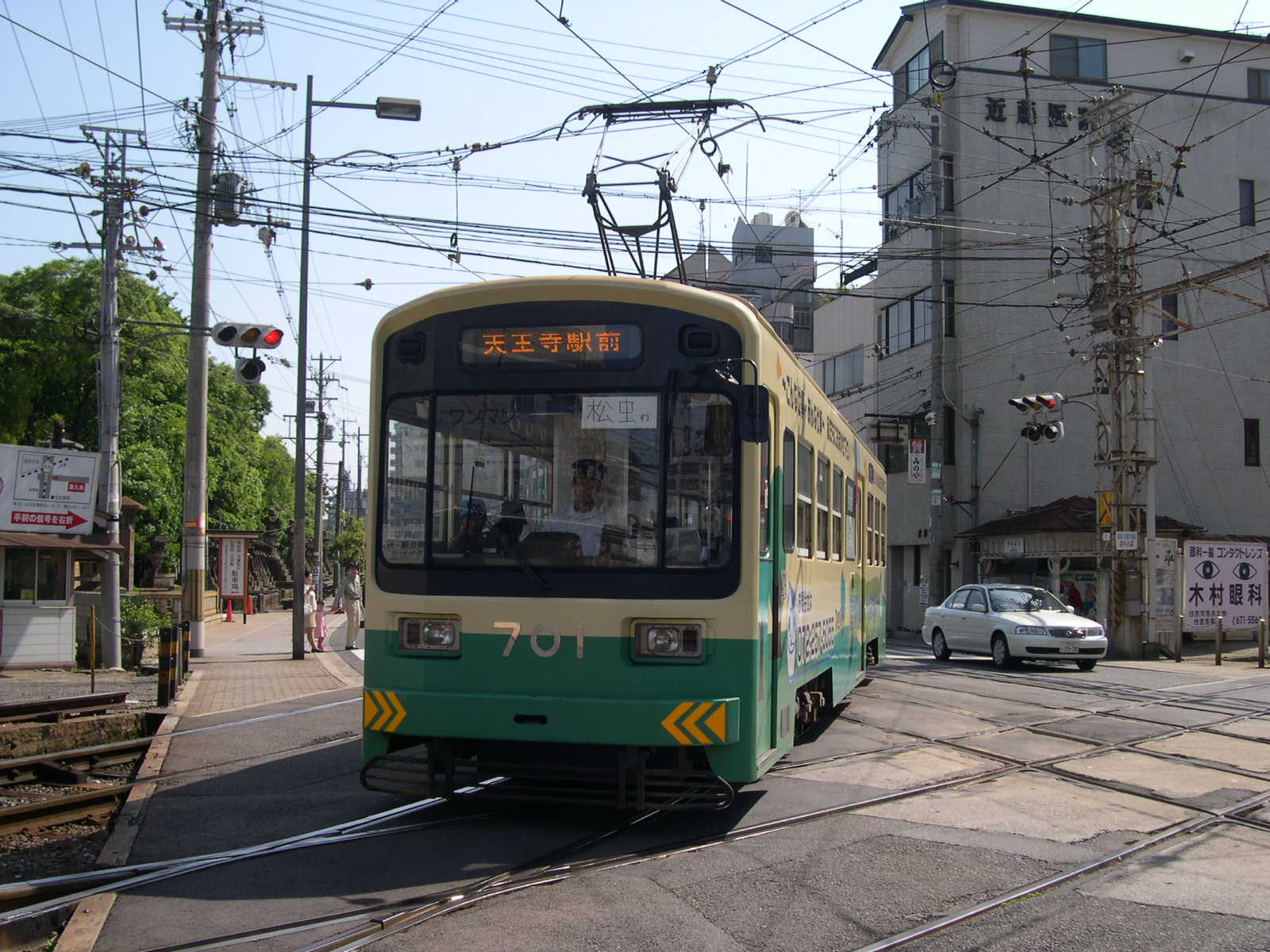
松虫折返しの紙表示を掲出して走る701号
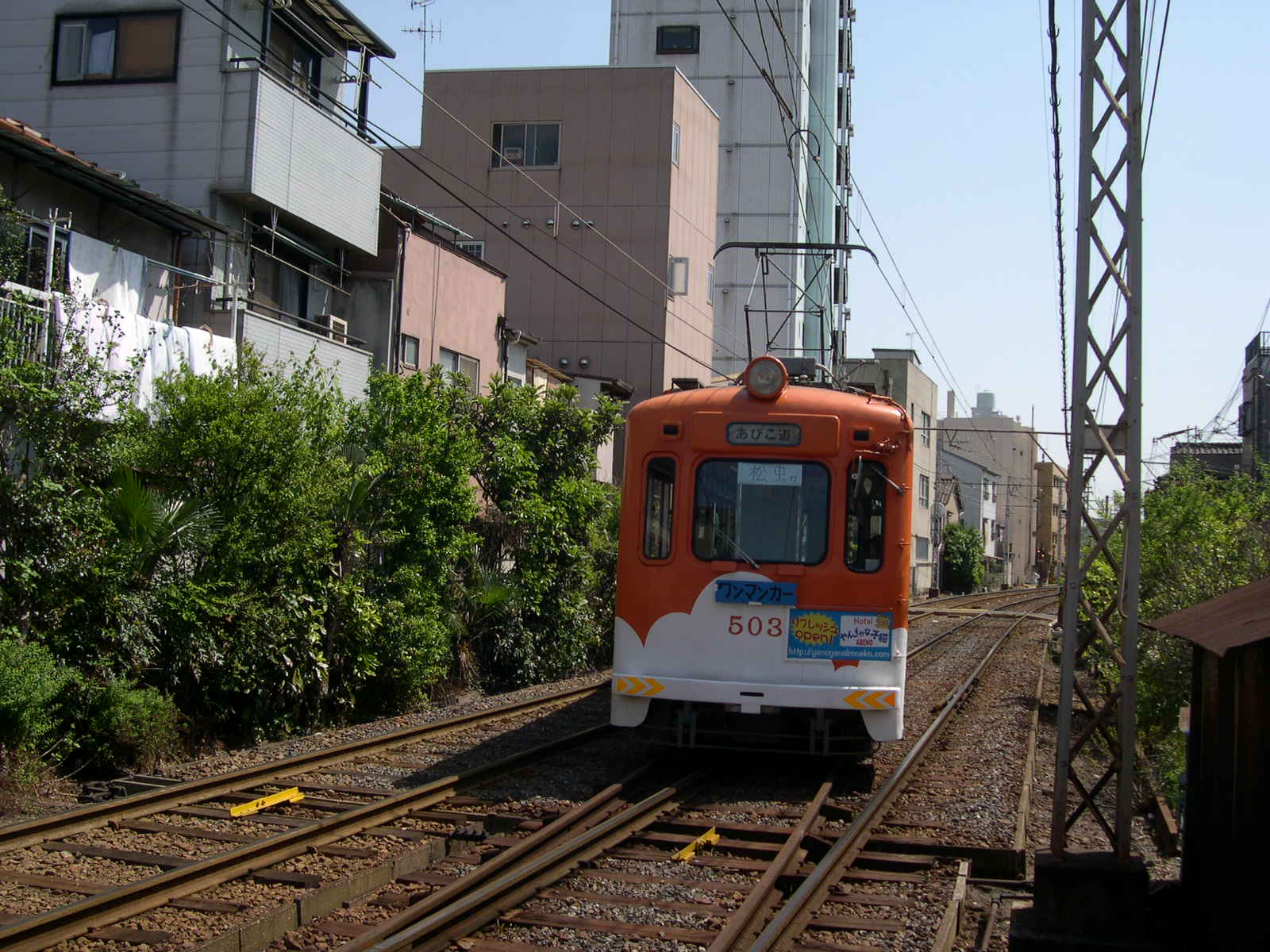
松虫の渡り線で折り返す503号
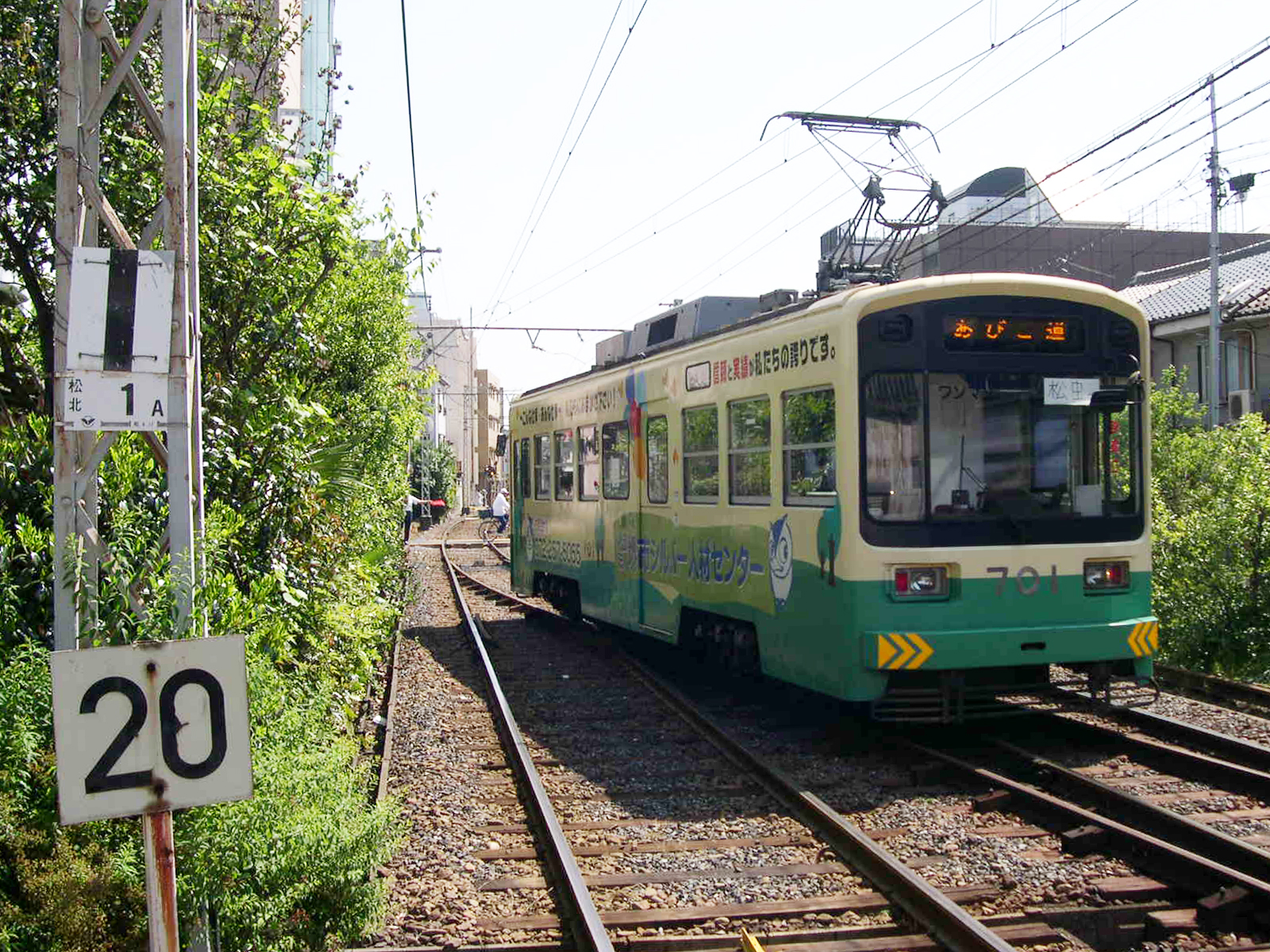
松虫の渡り線で折り返す701号

## 停留場周辺

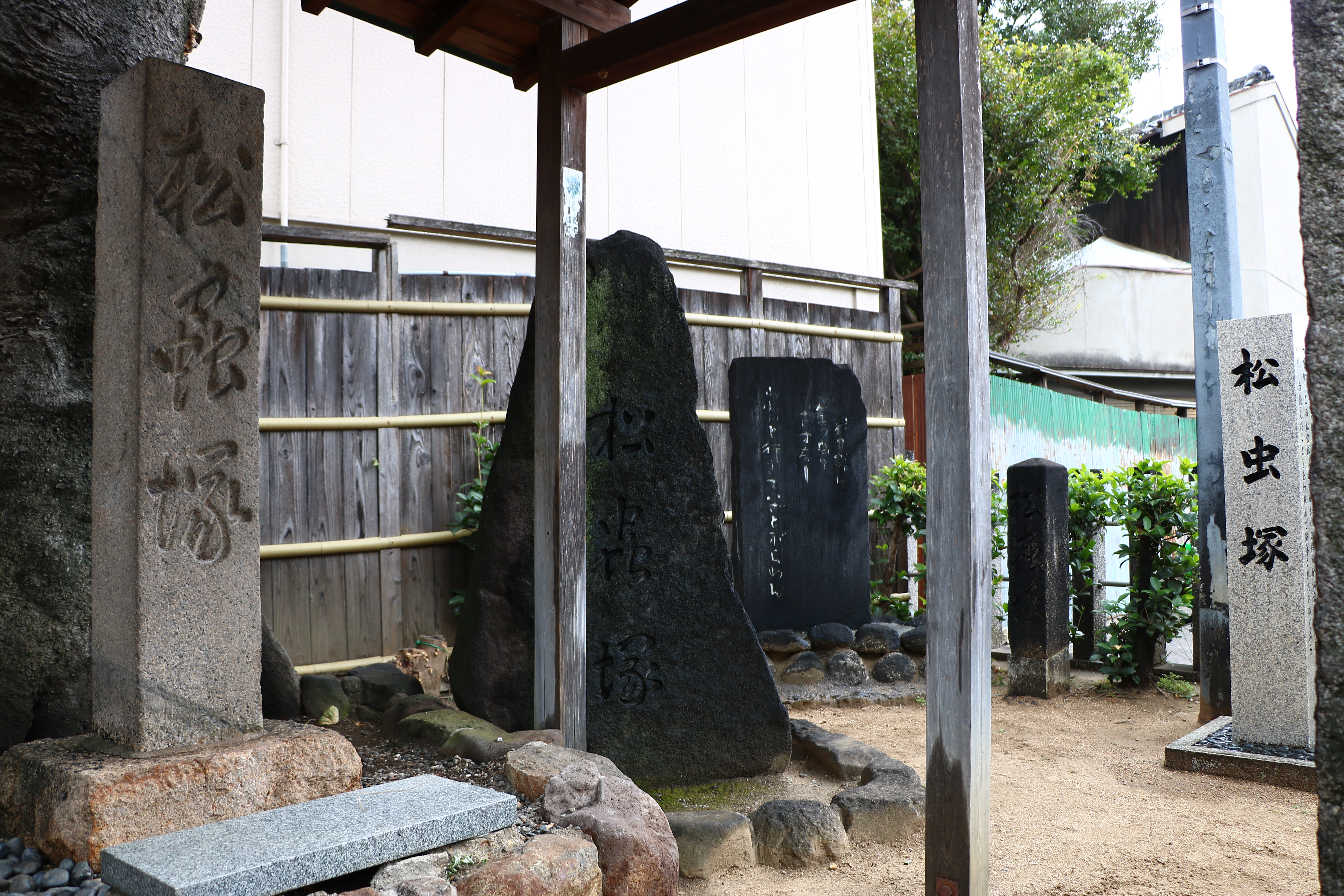
松虫塚（2016年11月）

当停留場周辺は呑み屋が存在する程度だが、すぐ近隣のあべの筋沿いには商店が多数存在する。また、付近は学校が多く学生の姿をよく目にする。
- 大阪キリスト教短期大学
- 大谷中学校・高等学校
- 大阪府立阿倍野高等学校
- 清風情報工科学院
- 大阪市立松虫中学校
- 大阪市立丸山小学校
- 大阪府阿倍野警察署
- 泰然寺
- 聖天山・正圓寺
- 松虫塚

## バス路線
大阪シティバスが運行しており、当停留場南東に松虫停留所がある。1990年（平成2年）までは「東天下茶屋」だった。なお、あべの橋・大阪駅前方面へは当停留場北側の阿倍野筋五丁目（北行）停留所も至近である。
- 62号系統：上本町六丁目南・大阪駅前 行 / 住吉車庫前 行
- 63号系統：浅香 行 / あべの橋 行
- 64号系統：おりおの橋 行 / あべの橋 行
- 67号系統：あべの橋 行 / 住吉車庫前 行

2008年3月29日までは20号系統（JR平野駅 - あべの橋）、2013年3月31日までは赤バス（阿倍野ループ）、2014年3月31日までは47号系統（地下鉄住之江公園 - あべの橋）も運行されていた。

## 隣の停留場
阪堺電気軌道
■上町線
阿倍野停留場 (HN02) - 松虫停留場 (HN03) - 東天下茶屋停留場 (HN04)
- （）内は駅番号を示す。

## その他
- 中道駅 - 阿倍野-当停留場間に、1970年頃まで、中道（なかみち）駅があった。